# 石垣はづき
石垣 はづき（いしがき はづき、1978年7月12日 - ）は、北海道出身の元女優、声優。
デイリープラネット、スカイコーポレーションに所属していた。その後芸能界引退。
セガのゲーム『シェンムー』シリーズの玲莎花役は、引退後の作品では照井春佳が引き継いでいる。

## 出演
太字はメインキャラクター。

### テレビドラマ
- グルメガーディアンズ（2003年）

### ゲーム
- シェンムー 一章 横須賀（1999年、玲莎花）
- シェンムーII（2001年、玲莎花[1]）